# 老庆泰
老庆泰是江苏苏州藏书镇的一家老字号羊肉餐馆。是苏州最早的羊肉馆之一。
老庆泰由傅云祥始创于清光绪二十四年（1898年），专营羊肉菜肴，以菜式众多闻名。民国时期国民党要员李根源曾在此用餐，觉得口味独特，推动老庆泰在苏州山塘街开出分店，帮助藏书羊肉走进苏州城。至今老庆泰已经传承五代，分店远开上海、嘉兴。2010年被中华人民共和国商务部评为“中华老字号”。
老庆泰的特色菜式包括红烧羊肉、白切羊肉、烤羊排、羊杂汤、全羊宴等。